# جان تاور
جان تاور (به انگلیسی: John Tower) سناتور سابق عضو حزب جمهوری‌خواه ایالات متحده آمریکا بود. وی در سال ۱۹۶۱ تا ۱۹۸۵ میلادی سناتور ایالت تگزاس در سنای ایالات متحده آمریکا بود.